# 近鐵3200系電聯車
近鐵3200系電聯車（日语：／ Kintetsu 3200-kei densha）是近畿日本鐵道使用的通勤型電聯車。3200系於1986年投入使用，並且為可直通至京都市營地下鐵烏丸線的電車。本型車是近鐵首款採用栗色與鉛白色作為塗裝的電車，而該塗裝則在後來成為近鐵一般型車輛的標準塗裝。
本型車是依據1984年引進至大阪線上的原型車近鐵1420系電聯車的電車規格進行調整，並且製造出的首款量產型的變壓變頻控制列車。本型車的車體採用鋁合金製造，除降低製造成本外也將車體輕量化，中間車廂的窗戶則採用左右對稱的設計；而上述設計理念成為後來近鐵一般型車輛的標準配置。